# Francuski obred
Francuski obred (fran. Rite français), poznat i kao Moderni francuski obred (Rite français moderne) te Moderni obred (Rite moderne), jedan je od najstarijih i najvažnijih slobodnozidarskih obreda. Nastao je krajem 18. stoljeća, kada ga je Veliki orijent Francuske između 1783. i 1786. kodificirao pod nazivom Obred u sedam stupnjeva po režimu Velikog orijenta Francuske (Rit en 7 grades suivant le Régime du Grand Orient de France), s ciljem ujedinjenja ritualne prakse svojih loža. Obred je izravni nasljednik ranih oblika spekulativnog slobodnog zidarstva razvijenih u Škotskoj i Engleskoj, osobito u okviru prve Velike lože Engleske u prvoj polovici 18. stoljeća.
Francuski obred sastoji se od sedam stupnjeva: tri simbolička ili plava stupnja (učenik, pomoćnik i majstor) te četiri dodatna filozofska stupnja poznata kao Redovi mudrosti (Ordres de Sagesse), koji su službeno strukturirani tijekom 18. stoljeća. Postoji i peti, upravni i konzervatorski red, koji zaokružuje ovu hijerarhiju. Obred je zabilježen i objavljen 1801. godine u djelu Masonski regulator (Régulateur du Maçon), koje postaje službeni ritual Velikog orijenta Francuske. 
Posebnost Francuskog obreda ogleda se u njegovoj jednostavnosti ceremonije, naglasku na tradiciji i filozofskom razmišljanju te očuvanju brojnih elemenata ranih spekulativnih rituala, koji su u drugim nadležnostima često izmijenjeni ili napušteni. Primjerice, u loži se oba nadzornika nalaze na zapadu, a koriste se tri velika svijećnjaka postavljena na specifična mjesta – što su elementi karakteristični za ranije slobodno zidarstvo.
Povijesno gledano, obred je prošao kroz nekoliko značajnih transformacija, od kojih je najvažnija ona iz 1877. kada se ukida obvezna vjerska pripadnost, čime se utvrđuje načelo apsolutne slobode savjesti. Tijekom 20. i 21. stoljeća pojavljuju se različite varijante Francuskog obreda, uključujući Groussierov obred, Moderni francuski obred i Filozofski francuski obred – svaka od njih naglašava drukčiji pristup slobodnozidarskoj tradiciji i filozofiji.
Danas se Francuski obred smatra temeljom kontinentalnog slobodnog zidarstva. Primarno se prakticira u više od 900 loža Velikog orijenta Francuske s otprilike 45.000 članova, ali i unutar drugih francuskih velikih loža poput Nacionalne velike lože Francuske, te je raširen i u mnogim europskim i latinoameričkim zemljama.

## Povijest

### Podrijetlo
Francuski obred vuče svoje korijene iz ranog 18. stoljeća, kada britanski slobodni zidari prve Velike lože Engleske donose spekulativno slobodno zidarstvo u Kraljevinu Francusku. Prva dokumentirana loža osnovana je oko 1725. u Parizu, a prema spisima astronoma Jérômea de Lalandea, sastajala se u engleskoj gostionici u Rue des Boucheries. Njezini članovi bili su engleski slobodni zidari, među kojima Milord Dervent-Waters, vitez Maskelyne i d'Heguerty. Već do 1730-ih broj članova doseže nekoliko stotina, a nastaju i nove lože poput Louis d'Argent i Aumont (bivša Bussy loža). Policijski izvještaj iz 1737., naručen od pariškog šefa policije Renéa Héraulta, sadrži prvi opis rituala u francuskim ložama, koji su tada vjerno slijedili engleske uzore, uključujući pripremu kandidata u mračnoj prostoriji, uklanjanje metala i djelomično razodijevanje – elementi koji su dijelom zadržani i danas.
Unatoč protivljenju građanskih i crkvenih vlasti – uključujući papinsku bulu In eminenti Apostolatus Specula iz 1738. – slobodno zidarstvo se ubrzano širila: već 1742. u Parizu djeluju 22 lože, a sličan broj i u provinciji.

### Razvoj i kodifikacija
Ključno razdoblje u razvoju Francuskog obreda započinje reformom francuskog slobodnog zidarstva 1772. i 1773. godine, osnivanjem Velikog orijenta Francuske, koji uvodi kolektivni suverenitet loža i tajno glasanje za izbor časnika. Veliki orijent Francuske ubrzo pokreće velik projekt standardizacije rituala, nastojeći očuvati tradicionalne oblike, pojednostaviti administraciju i ujediniti praksu unutar svoje nadležnosti.
U siječnju 1782. osniva se Komora stupnjeva (Chambre des Grades), pod vodstvom Alexandre Roëttiersa de Montaleaua. Nakon desetljeća rasprava i sustavnog rada, u srpnju i kolovozu 1785. na plenarnoj skupštini usvajaju se standardizirani rituali za tri simbolička (plava) stupnja: učenik, pomoćnik i majstor. Ti rituali ostaju vjerni najstarijim poznatim tekstovima slobodnih zidara i predstavljaju pokušaj "povratka drevnoj i časnoj čistoći zidarstva", kako stoji u uvodu.
Godine 1784., Komora stupnjeva osniva Veliki generalni kapitul Francuske (Grand Chapitre Général de France), koji strukturira višu filozofsku razinu kroz tzv. Redove mudrosti (Ordres de Sagesse): odabranik (Élu), škotski (Écossais), vitez istoka (Chevalier d'Orient) i ružin križ (Rose-Croix). Ovi su redovi pažljivo organizirani tako da nude filozofski napredak bez prekomjernih "sakerdotalnih" (svećeničkih) elemenata. U veljači 1786., Veliki kapitul i Redovi mudrosti službeno su integrirani u Veliki orijent Francuske, čime je formiran cjelovit sustav od sedam stupnjeva.
Godine 1801. objavljen je Masonski regulator (Régulateur du Maçon) i Regulator viteških masona (Régulateur des Chevaliers Maçons), službeni ritualni priručnici koji postaju standard za lože unutar Velikog orijenta Francuske. Upravo tada ritual dobiva i naziv "Francuski obred", kako bi se jasno razlikovao od drugih obreda, osobito Drevnog i prihvaćenog škotskog obreda, koji dolazi u Francusku 1804. godine.

### Ideološka evolucija
Nakon Francuske revolucije, Masonski regulator, ritual koji je oblikovao Veliki orijent Francuske, postaje temeljni tekst za rad masonskih loža u razdoblju Prvog Carstva. Tijekom prve polovice 19. stoljeća, Nicolas Charles des Étangs, poznat i kao "junak Bastilje", uvodi varijacije u obredima koji dobivaju deističke i povremeno orijentalne utjecaje. Ovi rituali, prvi put objavljeni 1825., a ponovno izdavani sve do 1848. godine, postaju široko prihvaćeni u brojnim ložama. Iako zadržavaju tradicionalnu strukturu Francuskog obreda, dodaju mu filozofsku dimenziju usmjerenu prema univerzalnoj religiji – gdje etičko ponašanje i misaona refleksija nadilaze dogmatsku vjeru. Sličnu tendenciju pokazuje i rad Jean-Marie Ragona, čiji rituali i spisi teže ideji prirodne, univerzalne i moralne religije. Upravo u tom razdoblju u rad masonskih loža postupno ulazi i danas poznata krilatica: Sloboda, jednakost, bratstvo.
Godine 1858. utemeljuje se tzv. "Muratova" inačica Francuskog obreda, koja se vraća izvornim načelima Andersonovih Konstitucija. Iako tekstualno malo različit od Regulateura, ova reforma nastaje u kontekstu autoritarnog Drugog Carstva i ima za cilj ideološki nadzor nad slobodnim zidarstvom – institucijom koju carska vlast doživljava s podozrenjem, ali je istovremeno nastoji koristiti kao kanal utjecaja.
Ključni obrat dolazi 1877. s poznatom Raspravom o Velikom arhitektu svemira, kada Veliki orijent Francuske prekida s dotadašnjom praksom i usvaja načelo apsolutne slobode savjesti. Taj stav se konkretizira 1879. izbacivanjem svih religijskih formulacija iz Francuskog obreda – uključujući i dužnosti prema Bogu. Iako lože koje žele zadržati referencu na Velikog arhitekta to mogu učiniti u vlastitom radu, ta se referenca uklanja iz službenih rituala. Godine 1886., pod vodstvom Louisa Amiablea, odvjetnika i savjetnika reda, posebna komisija oblikuje konačnu, nedogmatsku inačicu obreda – poznatu kao Francuski obred po Amiableu. Obredu se daje pozitivistički karakter i simbolika se pojednostavljuje, postaje "suzdržan, jasan i potpuno neutralan". Time se napuštaju pojedine simboličke i emocionalne značajke izvorne tradicije, a obred se usmjerava prema racionalističkoj i svjetovnoj doktrini. Takav pristup ujedno predstavlja i završnu fazu sekularizacije Francuskog obreda.

### Reforma
Francuski obred prošao je kroz niz prilagodbi i reformi početkom 20. stoljeća. Godine 1907., pod utjecajem Antoinea Blatina, ritual poprima još izraženiju pozitivističku notu. Blatin inicira uvođenje posebnih rituala za razne masonske svečanosti – uključujući izbore i postavljanje časnika, posvećenje hramova, osnivanje novih loža, ceremonije priznanja, bijele radne sjednice i masonske pogrebe. Nova reformirana inačica obreda slijedi 1922. godine, pod vodstvom predsjednika generala Gérarda. Ova inačica gotovo u potpunosti uklanja klasične simbole slobodnog zidarstva, naglašavajući racionalistički pristup i odbacujući tradicionalne forme i simboliku. Posljednji ostaci ritualne teatralnosti brišu se, što dovodi do svečanosti gotovo bez ikakvih dekoracija ili obreda. Francuski obred u toj se fazi, poznatoj kao inačica "po Amiableu", gotovo potpuno udaljava od svoje slobodnozidarske biti.
Promjena smjera događa se zahvaljujući velikom majstoru Velikog orijenta Francuske, Arthuru Groussieru. Svjestan da su brojna dodavanja i uklanjanja tijekom desetljeća narušila logičnost i dubinu obreda, Groussier pokreće sveobuhvatnu obnovu s ciljem vraćanja rituala njegovim izvornim temeljima i simboličkoj snazi. U rujnu 1931. Armand Bédarride podnosi izvješće u kojem iznosi oštru dijagnozu: "rituali su manjkavi i nedovoljno inicijacijski", te predlaže "povratak čistim tradicijama, izraženim jezikom našeg vremena". Njegova kasnija izvješća iz 1932. i 1933. o stupnjevima pomoćnika i majstora također zagovaraju obnovu simbolike i inicijacijskog karaktera Francuskog obreda. Groussier usvaja većinu tih preporuka, te nakon sedam godina rada i promišljanja, Vijeće reda u travnju 1938. usvaja nove rituale za prva tri stupnja Francuskog obreda. Ova reforma označava povratak simbolizmu u službeni ritual Velikog orijenta Francuske i predstavlja drugu ključnu etapu u povijesti obreda, nakon Masonskog regulatora iz 1801.
Zbog izbijanja rata 1939. godine, većina loža nije imala vremena u potpunosti usvojiti nove rituale. No nakon ponovnog izdanja 1946. i konačnih dorada 1955. pod vodstvom Paula Chevalliera, završena je inačica poznata kao Groussierov Francuski obred. Ova se inačica i danas široko koristi u ložama Velikog orijenta Francuske i smatra se službenim, obnovljenim oblikom Francuskog obreda.

## Stupnjevi
Sustav francuskog obreda je sustav od sedam od stupnjeva koji je strukturiran u tri simbolička stupnja i četiri reda mudrosti:
- u plavoj loži:
  - 1° – učenik
  - 2° – pomoćnik
  - 3° – majstor

- u kapitulu:
  - 4° (1. red) – tajni odabranik (fran. Élu secret)
  - 5° (2. red) – škotski veliki odabranik (Grand élu écossais)
  - 6° (3. red) – vitez istoka (Chevalier d'Orient)
  - 7° (4. red) – vitez orla, savršeni slobodni zidar imenom Rose-Croix (Chevalier de l'Aigle, Parfait Maçon libre sous le nom de Rose-Croix)[i]
- Peti red, iako predviđen još u izvornom ustroju Francuskog obreda, ne uključuje se u hijerarhiju njegovih sedam stupnjeva. Njegov poseban karakter – koji nije stupnjevit, već upravno-arhivski i istraživački – jasno je definiran već u prvim statutima i općim pravilima Velikog generalnog kapitula iz 1784. godine. Od samog početka, svrha Petog reda bila je proučavanje svih fizičkih i metafizičkih stupnjeva svih tada važećih slobodnozidarskih obreda. Ovaj red obuhvaća cjelokupnu slobodnozidarsku tradiciju Francuske iz 1784. godine, što čini ukupno 81 stupanj.[23] Imaju ga Veliki orijent Francuske, Nacionalna velika loža Francuske i Velika ženska loža Francuske. Vrlo je sličan ritualu 28. stupnja Škotskog obreda koji odgovara vitezu Sunca.

## Redovi mudrosti
Redovi mudrosti (Ordres de Sagesse) suvremeni je naziv za visoke stupnjeve Francuskog obreda u slobodnom zidarstvu. Izvorno su se nazivali jednostavno "višim redovima", a prvi put su objavljeni 1801. u zborniku pod naslovom Regulator viteških masona ili Četiri viša reda, slijedeći režim Velikog orijenta (fran. Régulateur des Chevaliers Maçons ou les Quatre ordres supérieurs, suivant le régime du Grand Orient).
Ovi stupnjevi kodificirani su između 1783. i 1785. od strane Komore stupnjeva i Velikog generalnog kapitela Francuske , pod vodstvom Alexandrea Roëttiersa de Montaleaua. Službeno su integrirani u strukturu Velikog orijenta Francuske 17. veljače 1786., čime je uspostavljen koherentan sustav viših masonskih stupnjeva u okviru Francuskog obreda.

### Transformacija
Viši stupnjevi Francuskog obreda – tzv. Redovi mudrosti – prirodno se nastavljaju na treći stupanj majstora i prakticiraju se unutar svih kapitula Velikog orijenta Francuske. Međutim, početkom 19. stoljeća (1804.), iz Amerike je u Francusku uveden  Drevni i prihvaćeni škotski obred sa svojom hijerarhijom od 33 stupnja. Pod vodstvom Jean-Jacques-Régisa de Cambacérèsa, koji tada preuzima upravljanje poslovima Velikog orijenta, taj se sustav postepeno uvodi i u francuske strukture. S vremenom, Škotski obred potiskuje izvorne Redove mudrosti do te mjere da se 1862. oni stavljaju u stanje mirovanja u svom izvornom obliku.
Ova promjena odvila se bez sukoba, budući da su škotski stupnjevi postupno u svoj sustav uključili četiri glavna reda Francuskog obreda. Peti red Francuskog obreda nikada nije našao svoju čvrstu funkciju, osobito jer su 32. i 33. stupanj Škotskog obreda – tzv. "bijeli stupnjevi" – postali iznimno atraktivni nakon što su ih od 1805. nadalje počeli primati visoki dostojanstvenici Carstva. Mnogi kapituli Francuskog obreda tada su zatražili mogućnost kombiniranja oba sustava, kako bi i sami mogli raditi u višim škotskim stupnjevima. U toj novoj praksi, kapituli su prestali raditi prva tri reda Redova mudrosti (koji su odgovarali 9., 14. i 15. stupnju Škotskog obreda), i umjesto toga započinjali na četvrtom redu, koji odgovara 18. stupnju Škotskog obreda (vitez ružinog križa). Napredovanje se potom nastavljalo prema 30. (vitez kadoš), 32. i 33. stupnju – što je u praksi činilo novi režim od sedam stupnjeva, iako u velikoj mjeri temeljen na strukturi Škotskog obreda.
Godine 1858. tzv. Muratov ritual formalno priznaje tu već uhodanu praksu, tako što uz tri osnovna stupnja dodaje "nove" visoke stupnjeve u okviru jednog ritualnog korpusa. Ova integracija nije predstavljena kao promjena obreda, već kao njegovo proširenje – dodatak koji prati postojeću tradiciju.

### Obnova
Tijekom 1960-ih i 1970-ih godina, grupa slobodnih zidara – među kojima se ističe francuski povjesničar umjetnosti René Guilly – pokreće novi pokušaj oživljavanja izvorne simboličke i inicijacijske dimenzije Francuskog obreda. Njihova je namjera bila prakticirati obred u njegovom izvornom obliku, bez ikakvih naknadnih dodataka, izmjena ili vanjskih utjecaja. Po prvi put nakon 1862., izvorni Redovi mudrosti Francuskog obreda ponovno se u cijelosti prakticiraju 30. studenoga 1963., kada René Guilly i još dvanaest slobodnih zidara osnivaju Kapitul "Jean-Théophile Desaguliers" u Neuillyju kod Pariza.
Godine 1970. Roger d'Almeras, Guillyjev nasljednik na čelu tog kapitula, osniva međuobedijencijski Kapitul "La Chaîne d'Union". U želji da osigura prijenos četiri reda Francuskog obreda, 1977. u Lilleu pokreće Veliki magistralni kapitul Velikog globusa Francuske (Grand Chapitre magistral du Grand Globe français). Ovaj kapitul, pod vodstvom istaknutih slobodni zidari kao što su Jean Abeille, Albert Rouyat, Raymond Bouscarle, René Calaman i René Bianco, 1979. osniva Veliki kapitul Provanse (Grand Chapitre de Provence), koji 22. listopada 1986. u Cabrièsu otvara Kapitul "Lou Calen".
U nastojanju da se ponovno povežu s Velikim orijentom Francuske, Kapitul "Lou Calen" i deset kapitula koji su ga slijedili podnose zahtjev za integraciju u Veliki kolegij obreda (Grand Collège des Rites). Obvezuju se pritom okupljati isključivo lože koje pripadaju Velikim orijentom te 25. ožujka 1995. u Lyonu sudjeluju u osnivanju Velikog generalnog kapitula Francuskog obreda (Grand Chapitre général de Rite français) unutar strukture Velikog kolegija obreda Velikog orijenta Francuske. Time započinje suvremeno razdoblje obnove Francuskog obreda u tri stupnja i četiri reda unutar samog velikog orijenta.
Dana 17. svibnja 1999. Veliki orijent Francuske donosi odluku o uspostavi neovisne jurisdikcije za kapitul, a 3. rujna iste godine plenarno zasjedanje Velikog orijenta Francuske dodjeljuje Velikom generalnom kapitulu Francuskog obreda autonomiju u upravljanju i vođenju svih kapitula Francuskog obreda. Iako povijesno nepostojeći u 18. i 19. stoljeću, 24. rujna 1999. službeno se uvodi praksa Petog reda, čime se dovršava moderni sustav obreda.
Paralelno, drugi kapituli koji žele ostati neovisni o bilo kojoj nadležnosti, 15. siječnja 1994. u Cagnes-sur-Meru ponovno aktiviraju Veliki generalni kapitul Francuske (Grand Chapitre général de France) pod izvornim nazivom iz 1784. godine. Istodobno, istraživanja slobodnih zidara Rogera Girarda i Edmonda Mazeta iz Nacionalne velike lože Francuske vode ih do Brazila, gdje im 17. kolovoza 1989. Vrhovno vijeće Modernog obreda za Brazil dodjeljuje patent za osnivanje Francuskog velikog kapitula (Grand Chapitre Français, GCF).

## Temeljne značajke obreda
Francuski obred, kao nasljednik najstarijih tradicija tzv. "modernih obreda", i unatoč brojnim reformama koje su ga tijekom vremena udaljavale ili mu pak vraćale izvorni oblik, zadržao je do 21. stoljeća – u svim svojim varijantama – ključne značajke koje ga povezuju s najranijim oblicima spekulativnog slobodnog zidarstva. Među tim obilježjima nalazimo: tapis, raspored svijećnjaka oko njega, položaj stupova "J" (Jahin) i "B" (Boaz), raspored nadzornika, ritam u tri udarca, nošenje mača, prvi korak određenom nogom – sve to su elementi koje je kasnije promijenila Drevna velika loža Engleske, no koje je Francuski obred zadržao. Najprepoznatljivije i najvažnije obilježje ostaje tapis lože.
Tapis lože, ili ploča za crtanje, predstavlja simbolički alat i središnji element rituala modernih obreda, pa tako i Francuskog obreda. Njegova uporaba zabilježena je u najstarijim zapisnicima engleskih loža između 1738. i 1787., kao i u djelu Tri različita udarca iz 1760. gdje piše: "plan se crta na podu, od istoka prema zapadu, a starješina stoji na istoku s kutnikom o vratu [...] taj se crtež najčešće izrađuje kredom i ugljenom…". Iako je praksa isprva bila crtanje simbola na podu i njihovo brisanje nakon rada, ubrzo se prelazi na izradu trajnih, oslikanih verzija – prvi takav primjer zabilježen je u Engleskoj 1736. godine.
Tapis lože postaje obrazac koji se reproducira na različitim materijalima i medijima. Služi kao vizualni podsjetnik i obrazovni alat, posebno za novoprimljene članove, te u francuskoj tradiciji potiče intelektualno promišljanje i simboličku interpretaciju – poznatu pod nazivom "simbolizam". Svaki stupanj ima svoj vlastiti tapis koji kroz simbole sažima glavne pouke tog stupnja.
Primjerice, tapis za prvi stupanj (učenik), kako je opisan u Masonskom regulatoru, prikazuje prostor koji se otvara od praga označenog s dva stupa – "J" na sjeveru i "B" na jugu – ispred kojih su stepenice. Pogled se potom usmjerava preko mozaičkog pločnika prema timpanu Hrama. Unutar tog prostora, precizno i simbolički raspoređeni nalaze se kamenje, alati, libela i visak na sjeveru i jugu, kutnik i šestar na istoku i zapadu, tri prozora, tapis, Sunce i Mjesec – često smješteni među zvijezdama. Cijela kompozicija, pravokutnog oblika, katkada je uokvirena simboličkom "pletenom užadi".

## Oblici Francuskog obreda
Tijekom svoje duge povijesti i brojnih prilagodbi, Francuski obred se do 21. stoljeća razvio u nekoliko različitih oblika i interpretacija, to su:
- Moderni francuski obred – najbliži izvornom engleskom obredu; naziv "Moderni" odnosi se na prvu Veliku ložu Engleske.
- Groussierov obred – smatra se najsekularnijom verzijom, usmjerenom na racionalistički i laički pristup.
- Obnovljeni moderni francuski obred – nastoji rekonstruirati ritualnu praksu iz 18. stoljeća, vraćajući se izvornim tekstovima i simbolima.
- Tradicijski francuski obred – poznat i kao francusko-belgijska verzija; riječ je o ritualima koji su očuvani u Belgiji i kasnije ponovno uvedeni u Francusku.
- Filozofski francuski obred – suvremena interpretacija koju je Veliki orijent Francuske usvojio 2002. godine, s naglaskom na misaonu i duhovnu dimenziju slobodnog zidarstva.

### Moderni francuski obred
Moderni francuski obred (Rite français moderne) zapravo je najvjerniji izvornoj praksi Velike lože Londona – začetnice spekulativnog slobodnog zidarstva – te zadržava njezine temeljne značajke. Ovaj obred u sedam stupnjeva oblikovala je Komora stupnjeva Velikog orijenta Francuske 1783. godine, a službeno je potvrđen kao osnivački obred obedijencije 1785. i 1786. Njegova najpoznatija verzija tiskana je 1801. pod nazivom Masonski regulator, koji predstavlja kodificiranu inačicu obreda iz razdoblja od 1783. do 1786. godine.
Ovaj oblik obreda bio je temeljni obred Velikog orijenta Francuske sve do 1862., kada dolazi do službene transformacije: s jedne strane zbog uvođenja sustava viših stupnjeva Drevnog i prihvaćenog škotskog obreda, a s druge strane zbog tzv. Muratove reforme. Nakon više od stoljeća zaborava, izvorna forma Modernog francuskog obreda ponovno se aktivira 1979. godine unutar Velikog orijenta Francuske osnivanjem Lože "Esclarmonde" u Cabrièsu, u blizini Aix-en-Provencea.
Iste godine, slobodni zidari iz Nacionalne velike lože Francuske, ne želeći prepustiti ovaj povijesni obred isključivo Velikom orijentu Francuske, osnivaju prve lože koje rade u Modernom francuskom obredu unutar vlastite nadležnosti – među njima "Les Anciens Devoirs" i "Saint-Jean Chrysostome" u Neuillyju.

### Groussierov obred
Francuski obred po Groussieru (Rite français dit Groussier) često se smatra najsekularnijim oblikom masonskog rituala. To je ujedno službeni i administrativni obred svih loža Velikog orijenta Francuske. Lože koje rade prema drugom obredu ili koriste specifični oblik Francuskog obreda, dobivaju dvostruki patent kako bi imale pravo na takav rad.
Obred je razvio Arthur Groussier između 1938. i 1955. godine, predstavlja važan pokušaj vraćanja tradicionalnih elemenata obredu, uz njihovo prilagođavanje modernom duhu. Kao veliki majstor Velikog orijenta Francuske od 1925. do 1945., Groussier je nastojao odgovoriti na pretjerano racionalističko pojednostavljenje koje je obilježilo razvoj obreda u drugoj polovici 19. stoljeća.
Karakteristike ove varijante uključuju ponovno uvođenje tradicionalnih ceremonija otvaranja i zatvaranja rada, vraćanje fizičkih kušnji tijekom inicijacije, povratak pojedinih simboličkih elemenata, uz zadržavanje sekularnih načela, uključivanje referenci na Andersonove Konstitucije, kao i pojednostavljenu, ali simbolički bogatu praksu sobe za razmišljanje.

### Obnovljeni moderni francuski obred
Tradicionalni francuski obred (Rite français traditionnel), koji se izvorno nazivao Obnovljeni moderni francuski obred (Rite français moderne rétabli), predstavlja jednu od varijanti Francuskog obreda. Ova "nova" tradicionalna verzija, koja se počinje prakticirati 1960-ih, oslanja se prvenstveno na Masonski regulator iz 1801. godine te radove Renéa Guillyja i Lože "Du Devoir et de la Raison" pri Velikom orijentu Francuske.
Cilj ovog obreda je ponovno izvući izvorni oblik Francuskog obreda, tzv. obreda "Modernih", iz slojeva izmjena koje su ga mijenjale tijekom 19. i 20. stoljeća, osobito unutar samog Velikog orijenta Francuske. Budući da ima kompozitni karakter, ovaj obred danas postoji u više različitih inačica koje se razlikuju ovisno o velikoj loži – pa čak i od lože do lože.
Ovaj oblik obreda ističe se sljedećim obilježjima: strogo pridržavanje dokumentiranih rituala iz 18. stoljeća, očuvanje tradicionalnih religijskih elemenata, vjerna rekonstrukcija izvorne prakse sobe za razmišljanje, slojevita simbolička tumačenja te naglasak na povijesnoj autentičnosti.
Prvenstveno se prakticira unutar Francuske nacionalne lože te u pojedinim ložama Velike tradicionalne i simboličke lože "Opera". Za njegove sljedbenike, ovaj obred predstavlja najautentičniji oblik rane spekulativne masonerije, kakva se prakticirala u Francuskoj krajem 18. stoljeća.

### Tradicijski francuski obred
Tradicijski francuski obred (Rite français de tradition), poznat i kao Francusko-belgijski obred (Rite franco-belge), jedna je od oblika Francuskog obreda. Izvire iz rituala koje je Veliki orijent Francuske objavio 1786. godine, a tijekom Napoleonskog Carstva prenesen je u Leuven u Flandriji, gdje ga je prakticirala Loža "Postojanost" (Loge La Constance), sastavljena uglavnom od francuskih časnika i frankofonih Belgijaca – što je obredu donijelo nadimak francusko-belgijski. Kasnije je ovaj obred ponovno uvezen iz Belgije u Francusku, putem spomenute lože koja ga je prenijela Loži "Savršeni savez" (Loge La Parfaite Union) u Le Viganu, pod Cévennesom, a ona potom i drugim francuskim ložama.
Ovaj se oblik obreda ističe naglašenom ulogom Ljepote u poznatom slobodnozidarsko trojstvu: Mudrost, Snaga i Ljepota, te karakterističnom jednostavnošću u simbolici i dekoracijama.

### Filozofski francuski obred
Filozofski francuski obred najnoviji je oblik Francuskog obreda, razvijen unutar Velikog orijenta Francuske. Njegovo oblikovanje započelo je krajem 1960-ih i početkom 1970-ih u Loži "Tolerancija" (Loge Tolérance) u Parizu, a proces je trajao čak 33 godine. Obred je službeno usvojen od strane Vijeća reda Velikog orijenta Francuske u siječnju 2002. godine.
Ovaj oblik obreda ističe se sljedećim obilježjima: naglašenije filozofsko tumačenje masonskih simbola, integracija humanističkih vrijednosti, očuvanje tradicionalnih formi uz suvremene interpretacije, usmjerenost na progresivnu društvenu misao te ravnoteža između ritualne prakse i intelektualnog promišljanja.
Filozofski obred koristi simbole karakteristične za liberalno i adogmatsko slobodno zidarstvo, ali ih predstavlja u novom svjetlu, pridajući im dublju filozofsku i misaonu dimenziju.

## Rasprostranjenost

### Unutar Velikog orijenta Francuske
Francuski obred ostaje dominantan obred unutar Velikog orijenta Francuske. Oko 900 loža prakticira ovaj obred u njegovim različitim oblicima, pri čemu je najzastupljeniji Groussierov obred.

### U Francuskoj, izvan Velikog orijenta Francuske
Izvan Velikog orijenta Francuske, Francuski obred prisutan je u brojnim drugim francuskim velikim ložama, gdje se koristi u različitim oblicima i ritualnim stilovima.
- Godine 1973., Veliki orijent Francuske dodjeljuje patent za prakticiranje Francuskog obreda Velikoj ženskoj loži Francuske, koja potom razvija vlastiti oblik obreda kroz više stilova. Veliki orijent Francuske joj 1999. predaje i patent za Redove mudrosti, a 2001. osniva se Veliki ženski generalni kapitul Francuske.[35]
- 1973. godine članice i članovi Međunarodnog reda Le Droit Humain, uz pomoć članova Velikog orijenta Francuske, osnivaju Veliku opću mješovitu ložu – prvu veliku ložu koja u mješovitom sastavu prakticira Francuski obred, i koja tada službeno prima patent za taj obred.[55]
- Godine 1989. Vrhovno vijeće Modernog obreda za Brazil dodjeljuje patent za Redove mudrosti članovima iz Nacionalne velike lože Francuske, čime se omogućuje osnivanje Francuski veliki kapitul – Vrhovno vijeće Modernog obreda za Francusku.
- Godine 2001. Veliki orijent Francuske predaje patent za Redove mudrosti i Velikoj mješovitoj loži Francuske, koja u veljači 2002. osniva vlastiti Veliki mješoviti opći kapitul.[35]

Dana 18. svibnja 2013. u Boulogne-sur-Meru, članice koje su se odvojile od Velikog ženskog generalnog kapitula Francuske (pri Velikoj ženskoj loži Francuske) osnivaju Uzvišeno žensko vijeće Modernog obreda za Francusku (Sublime Conseil féminin du Rite moderne pour la France, SCFRMF), koje iste godine prima patent za Redove mudrosti od Uzvišenog vijeća Velikog mješovitog općeg kapitula Belgije.
Dana 21. svibnja 2015. Veliki generalni kapitel Velikog orijenta Francuske i Francuski veliki kapitul – Vrhovno vijeće Modernog obreda za Francusku (pri Nacionalnoj velikoj loži Francuske) potpisuju ugovor o prijateljstvu.

### Izvan Francuske
Francuski obred najviše se proširio u zapadnoj Europi i Latinskoj Americi, a u manjoj mjeri i u Sjevernoj Americi te drugim dijelovima svijeta. Postoji više jurisdikcija koje izdaju patente za rad u kapitulskim redovima, ali se međusobno često ne priznaju. Glavni nositelji patenta su:
- Veliki orijent Francuske, osnivač i začetnik Francuskog obreda,
- Vrhovno vijeće Modernog obreda za Brazil (port. Grande Capítulo do Rito Moderno para o Brasil),[58] osnovano 1842., koje tvrdi da je neprekidno čuvalo praksu Francuskog obreda,[59]
- Opća masonska unija Modernog obreda (fran. Union Maçonnique Universelle du Rite Modern, UMURM), osnovana 2011. u Barceloni od strane brazilskog Vrhovnog vijeća.[60]